# 保羅·德·萊斯勒
保羅·傑拉爾德·德·萊斯勒（英語：Paul Gerald De Lisle，1963年6月13日—）是一名加拿大裔美國音樂家和作曲家。他是流行搖滾樂隊破嘴合唱團的貝斯手，也是該樂隊自1994年成立以來唯一始終如一的成員。

## 早年生活和教育
德·萊斯勒出生於安大略省埃克塞特，是一名空軍飛行員的兒子。

## 職業生涯
1990年代初，德·萊斯勒曾是Lackadaddy樂隊的成員，該樂隊演奏嘻哈和龐克音樂。
德·萊斯勒是1994年破嘴合唱團的創始成員之一，現在仍與他們一起演出。
除了破嘴合唱團，德·萊斯勒還是一名狂熱的衝浪愛好者。他還是樂隊單曲〈Pacific Coast Party〉等歌曲的作者。
德·萊斯勒撰寫了《破嘴合唱團：官方傳記》（Smash Mouth: The Official Biography），一部關於樂隊歷史的書。
2016年8月27日，在伊利諾州厄巴納舉行的一場演唱會上，主唱史蒂夫·哈維爾在演出中途昏倒送醫，德·萊斯勒臨時擔任主唱。

## 外部連結
- 破嘴合唱團 （页面存档备份，存于）官方網站
- 破嘴合唱團 （页面存档备份，存于）在MySpace上的頁面